# Анджелони, Даниеле
Даниеле Анджелони (итал. Daniele Angeloni; 26 августа 1875, Бергамо — 1 ноября 1957, Милан) — итальянский футболист и тренер, играл на позиции полузащитника. Был одним из основателей футбольного клуба «Милан», являлся вторым в истории и первым итальянским тренером этой команды.

## Карьера
Даниеле Анджелони был одним из тех, кто 13 декабря 1899 года составил устав клуба «Милан». Он был участником первого официального матча команды 14 апреля 1901 года против клуба «Медиоланум», завершившегося со счётом 2:0 в пользу «Милана». В том же году миланский клуб победил всех своих соперников и выиграл первый в своей истории чемпионский титул. Анджелони сыграл за «Милан» ещё один сезон, в котором победу одержал клуб «Дженоа» и перешёл на административную работу. С 1902 по 1905 год Анджелони работал в клубе секретарём. В 1904 году Анджелони вновь стал выступать за клуб в качестве игрока и провёл за команду два сезона, а всего же он сыграл в футболке «Милана» 10 игр. В 1905 году Анджелони окончательно повесил бутсы на «гвоздь» и стал работать менеджером клуба. Проработав в этой должности год, Анджелони встал на «тренерский мостик» «Милана», заменив ушедшего Герберта Килпина. С тренером Анджелони «Милан» выиграл свой третий чемпионский титул, проведя 6 матчей. После этого, Анжделони ещё проработал в клубе два года менеджером, а затем отошёл от дел.

## Достижения

### Как игрок
- Чемпион Италии: 1901

### Как тренер
- Чемпион Италии: 1907